# Петар Брзица
Петар Брзица (1917–?) је био хрватски масовни убица, ратни злочинац, студент права и загрижени члан предводничке (foremast) католичке организације зване „Крижари“. Био је усташки стражар у концентрационом логору Јасеновац који је на такмичењу пререзао грло 1.360 заточеника специјално конструисаним кољачким ножем званим „Србосјек“. Како је победио на такмичењу, проглашен је за „Краља Србоклања“. Његове награде су биле златни сат, сребрни сервис, печено прасе и боца вина.
После Другог светског рата емигрирао је у Сједињене Америчке Државе. Југословенске власти нису биле у могућности да га ухвате. Вероватно је да је променио идентитет. Његово име је било на листи 59 нациста који живе у САД, коју је Јеврејска организација предала служби за Имиграцију и натурализацију током 1970. године. Брзица је остао неоткривен.